# Rutylapa bicincta
Rutylapa bicincta är en tvåvingeart som beskrevs av Loïc Matile 1977. Rutylapa bicincta ingår i släktet Rutylapa och familjen platthornsmyggor.
Artens utbredningsområde är Madagaskar. Inga underarter finns listade i Catalogue of Life.